# جبلة (الجزائر)
هي قرية في دائرة واقنون وتبعد عن مركز البلدية بـ 3 كلم.
تعتبر جبلة ثالث تجمع سكاني بعد تيقوبعين ومنطقة تامدة، حيث بلغ تعداد سكانها في 2008 حوالي 4000 نسمة.

## السكان
سكان جبلة أمازغيون يتكلمون الأمازغية (القبائلية).

## التعليم
جبلة لديها مدرسة ابتدائية (بلحوسين محمد أكلي)، ولديها أيضا ثانوية متعددة الاختصصات ولديها مدرسة لتكوين والتعليم INSFP
حيث يأتيها الطلاب من تامدة وتيقوبعين......

## الاقتصاد

### الزراعة
معظم سكان جبلة يستخدمون وسائل مختلفة بين الحديثة والقديمة.
يوجد أكثر من 50 مركز حولى للزراعة حيث تنتشر زراعة البطيخ الاحمر والبطيخ الاصفر، ويقومون بتربية المواشي

### الصناعة
يقوم سكانها بصناعة أغراض منزلية بالخشب كالكراسي والطاولات....

## المياه
جبلة لديها واد والنهر الرابط بين شالاواطي وتامدة.
جبلة لديها شبكة مائية والتي تأتي من تامدة.

## الرياضة
جبلة لديها ملعب لكرة القدم غير معشوشب، ولديها فريق لكرة القدم.